# Liste der Kulturgüter in Balm bei Günsberg
Die Liste der Kulturgüter in Balm bei Günsberg enthält alle Objekte in der Gemeinde Balm bei Günsberg im Kanton Solothurn, die gemäss der Haager Konvention zum Schutz von Kulturgut bei bewaffneten Konflikten, dem Bundesgesetz vom 20. Juni 2014 über den Schutz der Kulturgüter bei bewaffneten Konflikten sowie der Verordnung vom 29. Oktober 2014 über den Schutz der Kulturgüter bei bewaffneten Konflikten unter Schutz stehen.
Objekte der Kategorien A und B sind vollständig in der Liste enthalten, Objekte der Kategorie C fehlen zurzeit (Stand: 1. Januar 2023).

## Kulturgüter
| Foto |                                                                         | Objekt                                       | Kat. | Typ | Standort                    | Beschreibung |
| ---- | ----------------------------------------------------------------------- | -------------------------------------------- | ---- | --- | --------------------------- | ------------ |
| ja   | Datei hochladen · Wikidata zu Ruine Balm (Q1624444)                     | Ruine Balm KGS-Nr.: 04492                    | A    | F/G | Burgstrasse 608821 / 233850 |              |
| BW   | Datei hochladen · Wikidata zu Unter der Fluh, Abri-Siedlung (Q29880499) | Unter der Fluh, Abri-Siedlung KGS-Nr.: 04493 | B    | F   | Burgstrasse 608910 / 233915 |              |